# 発荷峠
発荷峠（はっかとうげ）は、秋田県鹿角市と秋田県小坂町の境にある峠。標高 631m

## 概要
十和田湖の外輪山の南に位置する。北方の十和田湖の眺望は絶佳である。二重式カルデラの跡をのこす御倉半島と中山半島が湖面に伸びており、御倉半島では円頂上の御倉山(690m)が特にはっきりと湖面に影を写している。峠から湖岸の和井内に降り、休屋、子ノ口と国道103号が続いている。国鉄（現・JR東日本）花輪線十和田南駅から、バスで1時間強の距離である。
発荷は「バッカケ」と同じで「ガケ坂」の意味である。峠から外輪山を西に行くと紫明亭展望台がある。ここは、十和田湖を一望のもとに眺められる場所として最高である。
その昔は「薄荷」と書かれていた。それは紫明亭付近に旧発荷峠があり、この辺はハッカが多く野生していたからの命名であったという。享保3年(1718年)頃に、鉛山に銀鉱山が発見され、輸送されるようになり、どうも「薄」では縁起が悪いので、馬の荷の出発という意味を込めて「発荷」とされた。この頃は、峠には見返り茶屋があり、間口3間、奥行きが4～5間の柾屋根の茶屋があった。屋根には「御案内処見返り茶屋」とそまつな看板をかけ、峠の下と連絡をとって観光案内していた。
文化4年(1807年)菅江真澄は十和田湖を訪れているが、発荷峠は通っていない。熊坂の峠から鉛山鉱山に降り、それから発荷峠の下にある湖畔の鹿角発荷のことを記録している。木の中に鳥居が立っていて、大湯の里を経て白沢越えをする人はここを通っていくことになるとしている。

## 松浦武四郎の記録
松浦武四郎は、1849年北海道からの帰りに十和田湖を訪れ、十和田湖から発荷峠を越えて、鹿角に達している。その時、詳細に記録を残している。
湖畔に沿って西に行くと小さな平原に出た。ここは、クマザサや樹木が多い。ここから250m程進むと水辺に華表が1基ある。左右に道が分かれていて、右は銀鉱山へ向かうあるかないかの道である。左の道を選び細い谷川に沿って谷間を500mから600mほど行く。つづら折りの道を17から18曲がりほど草の根を足がかりとして進むと、辛うじて草原の土地に到着する。ここを「ハッカノ坂」と言う。また、ここは駒留とも言い、鹿角から参詣に来た者はここで馬から降りて、馬を戻した場所であるからそういう名がついている。ここから十和田湖を見ると、湾がおよそ十ほど見える。これから十和田湖が十湾とも言われていることが分かる。

## 東京記者団
1909年(明治42年)当時秋田魁新報社の主筆だった安藤和風は、東京の各新聞記者達を招待して秋田県の景観が優れていることを全国に広く、紙上に宣伝してもらった。彼は魁新報社の社長だった井上広居に進言して、森正隆知事と折衝を重ねてもらいこれが実現した。記者団は総勢21名で、明治42年7月23日に上野を発ち、翌日秋田入りした。大湯温泉での大歓迎の後、次の日、馬に乗り発荷峠への道を登った。安藤和風は発荷峠への道で「風薫る山又山や湖高く」と詠っている。発荷峠から十和田湖を見下ろした時の感激は「発荷峠大観」と詞書して「山登り盡せば樹の間に大いなる鏡の如く開く湖」と詠っている。安藤和風はこの旅を終えて、十和田湖の開発には交通路の整備が急務であると考え、県に強く働きかけた。大正元年には大湯から発荷峠まで、車が通れる道路工事が始まり、1914年(大正3年)に完成した。さらに和風は知事に働きかけ、1927年(昭和2年)に道路を湖畔まで延長してもらった。湖上には初めて県の発動機船「南祖丸」が就航し人気を博した。昭和4年には十和田湖への観光客が前年の3倍になったという。
沼波瓊音は、1909年(明治42年)の東京記者団の一員として発荷峠を訪れている。7月29日晴天、大湯から三十余人が馬に乗り十和田湖に向かった。「うつらうつらと再び馬睡を催す時、前なる人の『あ』と叫ぶに驚きて瞳を放てば、大湖當面にあり、蕩として碧落に横う。我は始めて其名に焦れし十和田湖を見つるなり、湖畔には山連なり、遙かに一峰に秀づるを八甲田山とす、水に一舟泛ばず又波の光無し、唯晴煙高く漂ひて水も山も見る見る一気に解け去らんとするものの如し」と記している。発荷峠を下る様子は「左に崖高く樹枝参りてその陰冷かに、路は辛うじて一馬を進に足る。しかも泥深くして磊石所々に浮く、右は削るが如く谷をなせり唯青葉の暗く戦ぐを見るのみ其の深さ幾仭なるを知らず」と記している。

## 武田千代三郎の『十和田湖』
武田千代三郎の『十和田湖』(1922年、大正11年)では、毛馬内から発荷峠まで自動車の便があり、大館市を経る観光客は近年この道を通るとしている。発荷峠から羊腸のような急坂を下ると約半里で湖畔の薄荷につく。武田は発荷峠の名の由来として、この付近に野生のハッカが多かったからだとするが、銀鉱山が盛んで銀をこの峠から輸送する際に、輸送量が多大なことを祝福し漢字を変えたとしている。当時は発荷峠は近くの鉛山峠とともに、分水嶺に達するまでは樹木が乏しく、峠を超えると初めて美林に入る。それは、小坂鉱山の煙毒のためで、このあたり数里に渡って樹木が生じないためだと記述している。

## 紫明亭
紫明亭(しめいてい)は十和田湖に向かって、発荷峠頂上の少し手前の左側にある。ここは1921年(大正10年)に、秩父宮雍仁親王、高松宮宣仁親王を十和田湖に迎えるとき、最も眺望の優れた所をご覧頂きたいと言うことで、外輪山をくまなく回って探し当てた所である。
紫明亭の四阿の手前に、大きな自然石の碑がある。1931年(昭和6年)10月に建てられたもので「日本八景十和田湖」と深く彫られたものである。
1927年(昭和2年)に、東京日日新聞と大阪日日新聞が主宰して日本八景の選定を全国から募集した。投票は1927年(昭和2年)4月11日から、5月20日まで行われ、投票票数は1億に近かった。約一ヶ月を掛けて現地調査が行われ、7月に審査会が開かれた。審査委員は、谷崎潤一郎や泉鏡花、横山大観、内藤湖南ら各会の権威者49名である。八景の中の湖沼の部では5百万余の投票があり、十和田湖への投票は3位だった。しかし、審査会では富士五湖を凌ぎ第一位に推された。この碑にはその経緯が詳しく彫られている。

## 参考資料
- 「角川日本地名大辞典」編纂委員会『角川日本地名大辞典 5 秋田県』角川書店、1980年3月8日。ISBN 4-04-001050-7。
- 秋田魁新報社『秋田大百科事典』1981-秋田魁新報社。ISBN 4-87020-007-4。
- 『鹿角日記』、松浦武四郎